# 西郊街道 (宜宾市)
西郊街道，是中华人民共和国四川省宜宾市翠屏区下辖的一个乡镇级行政单位。

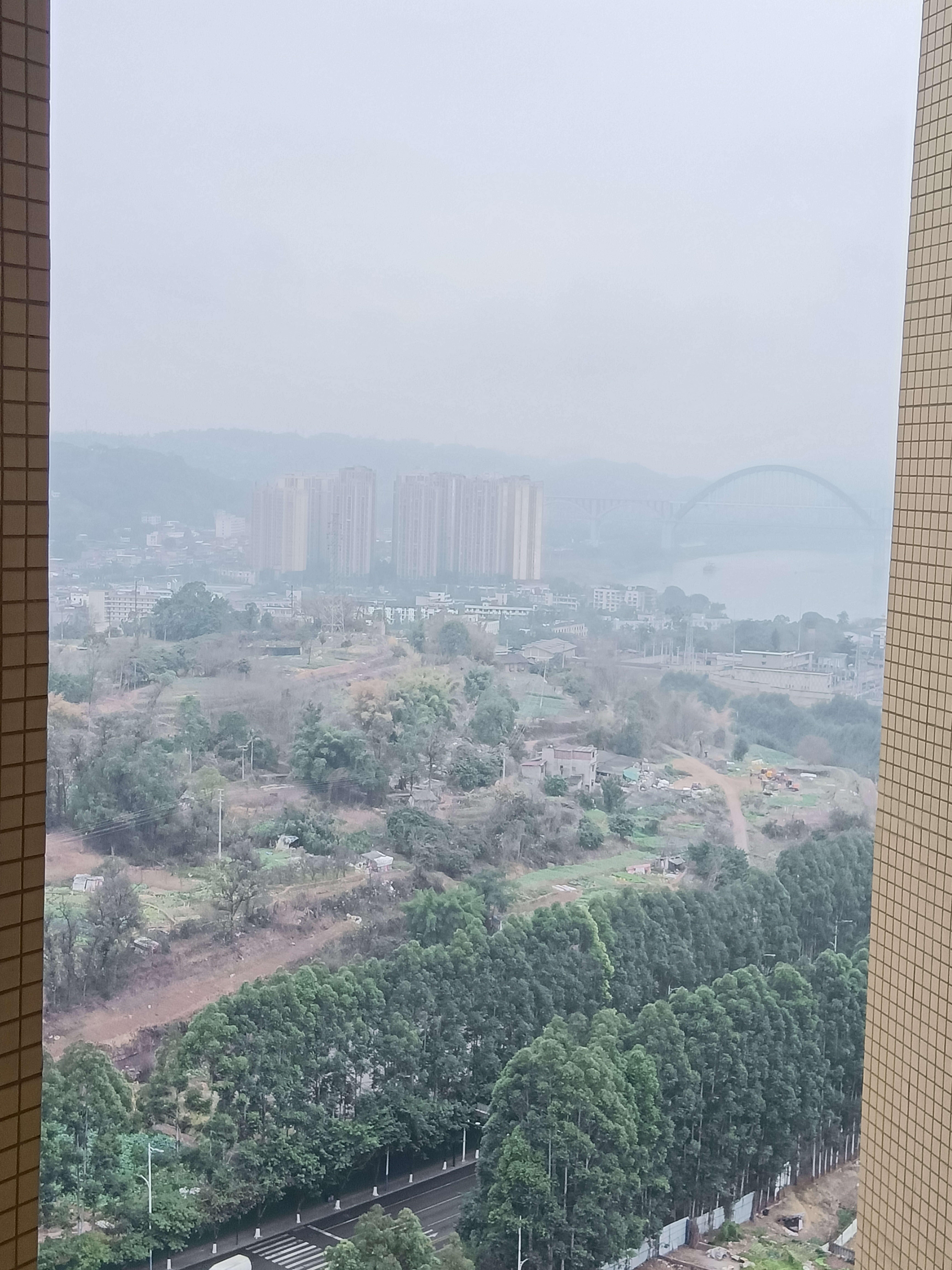
西郊街道

## 行政区划
西郊街道下辖以下地区：
东风社区、新天社区、高庄桥社区、大运社区、两路桥社区、建中社区、天池社区、白石社区村、农生村、高桥社区村、建新社区村和骑龙社区村。